# Sophie du Royaume-Uni
Sophie Mathilde du Royaume-Uni, née au palais de Buckingham à Londres le 3 novembre 1777 et morte le 27 mai 1848 au palais de Kensington dans cette même ville, était le douzième enfant et la cinquième fille de George III du Royaume-Uni et de Charlotte de Mecklembourg-Strelitz. 

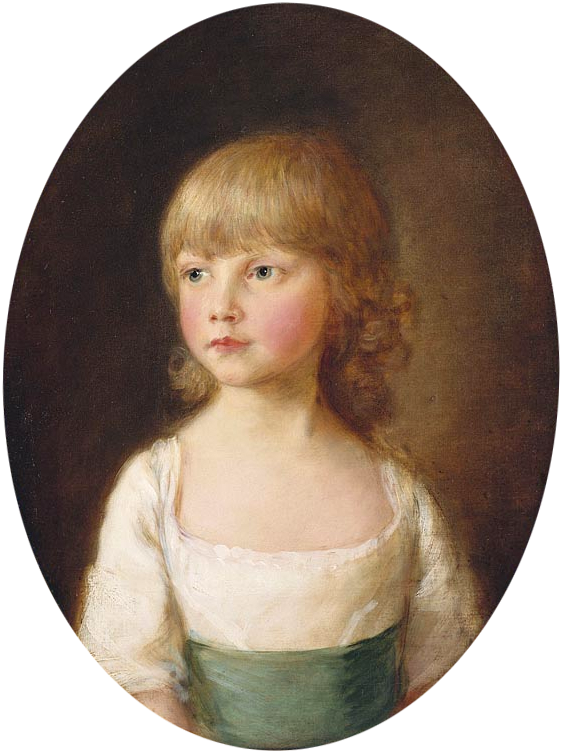
Princesse Sophia, v. 1782
par Gainsborough,
Royal Collection.

Sophie est surtout connue pour les rumeurs qui coururent à son propos, selon lesquelles elle aurait donné naissance à un enfant illégitime dans sa jeunesse. Plusieurs personnes furent pointées du doigt, comme Thomas Garth et son propre frère, le duc de Cumberland.
Elle est devenue aveugle les dix dernières années de sa vie.